# Franz Joseph von Schulzig

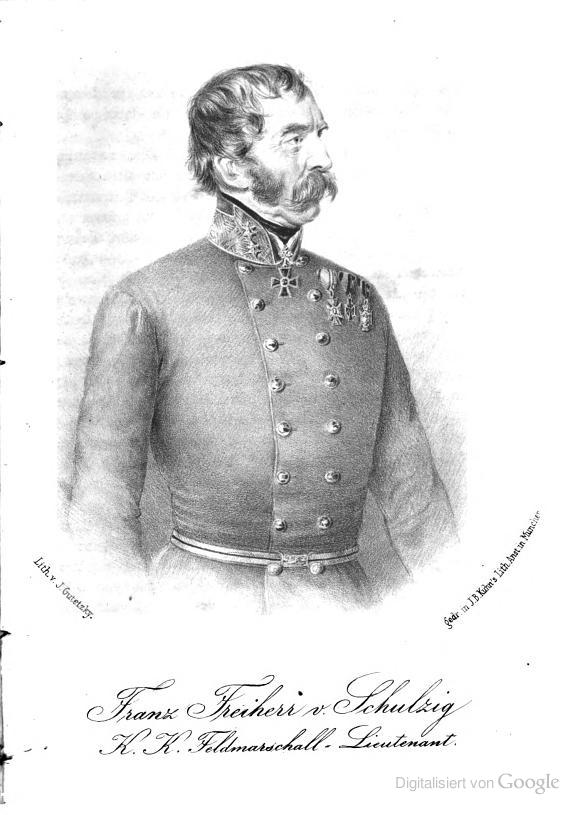
Franz Joseph von Schulzig (1787–1864)

Freiherr Franz Joseph von Schulzig (* 2. Oktober 1787 in Bohdanec, Königgrätzer Kreis; † 3. Januar 1864 in Wien) war k. k. Feldmarschall-Lieutenant und zuletzt Kommandant der Festung Mantua. Im Jahre 1837 erhielt er den erbländischen Adelstand mit dem Ehrenwort „Edler von“, im Jahr 1849 auch den Freiherrenstand.

## Leben
Franz von Schulzigs Vater war der k. k. Lieutenants Florian Schulzig. Franz Joseph war für den Militärdienst vorgesehen und kam 1797 in die Militär-Akademie in Wiener-Neustadt. Von dort wechselte er im Jahr 1805 als Fähnrich in das Infanterie-Regiment Nr. 43 (Thurn). Er nahm mit dem 6. Bataillon des Regiments an den Kämpfen des Dritten Koalitionskrieges teil. 1809 war er während des Fünften Koalitionskrieges in Italien und wurde als Bataillons- und zeitweise auch als Regiments-Adjutant eingesetzt.
Nach der Schlacht an der Piave war das Korps des Generals Kalnássys eingeschlossen. In der Nacht vom 8. auf den 9. Mai 1809 konnte sich Schulzig durch die Umschließung schleichen. In Sacile stand Erzherzog Johann und konnte nachfolgend das Korps entsetzen. Zurück in Österreich kämpfte Schulzig bei der Belagerung von Graz. Er nahm am Sturm auf die Leonhard-Vorstadt und auf das hartnäckig verteidigte Schloss in Graz teil. Schulzig gelang es, mit 40 Soldaten das Schloss als Erster zu erreichen. In den Jahren von 1810 bis 1812 unterrichtete er Situationszeichnung und Militäraufnahme im Regiment (Simbschen) und dann im Regiment Nr. 47 (Vogelsang).
Im Jahr 1812 entwickelte er als Leutnant die Idee einer Militär-Schwimmschule in Leitmeritz, wo sie als erste ihrer Art eingerichtet wurde. 1813 machte er Pläne für eine Militär-Schwimmschule in Wien. Die Pläne wurden genehmigt, die Schule gebaut und Schulzig als Unterdirektor eingesetzt. Er war nur kurz Oberlieutenant und wurde dann als Kapitän-Lieutenant in das 1. Siebenbürger Jäger-Bataillon versetzt. Noch 1813 kam er zum Streifkorps des Oberstleutnant Häring, wo er die Vorhut führte. Am 29. März 1814 besetzte er das befestigte Dorf Chirans, wobei er durch eine Kugel schwer verwundet wurde. Für die erfolgreiche Besetzung wurde er außer der Reihe zum Hauptmann befördert.
Nach dem Krieg wurde das Siebenbürger Jäger-Bataillon aufgelöst und Schulzig zu den Kaiser-Jägern versetzt. Dort leitete er die von ihm erreichte Schule für Bajonett-, Pointe- und Spadon-Fechtuntericht. Schon 1818 wurde Schulzig zum 2. Jäger-Bataillon weiter versetzt. 1819 machte er einen vielbeachteten Vorschlag an die Hofkammer, wie man ohne Anwendung von Schiffen trocken einen Fluss überqueren kann. Im Jahr 1828 wurde Schulzig in das Infanterie-Regiment Nr. 43 (Geppert) versetzt und war dort Lehrer und Leiter der Offiziers- und Kadettenschule. Bald darauf wurde er zum Major befördert. Im Jahr 1834 wurde er zum Oberstleutnant und 1836 zum Obersten im Infanterie-Regiment Nr. 57.
Von Hofkriegsrat erhielt er 1837 den Auftrag, das Jäger-Ausbildungs- und Exerzier-Reglement zu überarbeiten, was 1841 dann auch veröffentlicht wurde. Im Jahr 1844 wurde er zum Generalmajor befördert und kam als Brigadier zunächst nach Agram und dann nach Laibach. 1848 kämpfte er in Italien unter dem Feldzeugmeister Grafen Nugent. Dieser setzte ihn als Kommandeur der Vorhut seines Korps ein. Schulzig stand bei Venedig, während Laval Nugent über Bassano an die Piave vorrückte, um dort den Flussübergang des Feindes zu verhindern. Die Division Schulzig nahm Stellung bei Ca Strette, um den Feind zu beobachten. Dieser rückte mit 19 Geschützen, 7000 Mann Infanterie und 200 Reitern gegen die Stellung an. Schulzig hatte nur zwei Bataillone Kinsky und ein Bataillon Illyrisch-Banater zur Verfügung, griff aber sofort an. Der Feind floh sofort und verlor eine Kanone, 2000 Tornister sowie viele Gewehre etc. Dafür wurde Schulzig mit dem Militär-Verdienstkreuz und Kommandeurskreuz des Leopold-Ordens belohnt. Außerdem wurde er zum Feldmarschall-Lieutenant befördert. Im Winter 1848 stand er nun unter dem Kommando des General Schlick in Ungarn. Im April 1849 wurde Feldmarschall-Lieutenant Schulzig zum Stellvertreter des kommandierenden Generals in Graz ernannt. Aber schon im Oktober 1849 folgte die Ernennung zum Kommandanten des 11. Armeecorps und zum zweiten Inhaber des Infanterie-Regiments Nr. 39.
Im Jahr 1850 wurde er Kommandant der Festung Mantua und im November 1850 zum Wirklichen geheimen Rat ernannt. Im Jahr 1852 trat er dann in den Ruhestand, da er unter den Spätfolgen seiner schweren Kopfwunde litt. Vom Kaiser erhielt er zusätzlich eine Pension von 1000 Talern.
Von 1848 bis 1850 war er auch fleißiger Autor für das Militärblatt Der österreichische Soldatenfreund.

### Familie
Schulzig heiratete am 18. Januar 1837 Julie Schindler. Das Paar hatte eine Tochter:
- Gabriele (* 28. Januar 1841; † 1. August 1902) ⚭ 15. Juni 1861 Freiherr Gustav von Tinti (* 5. Mai 1833; † 14. September 1881), Sohn von Karl Valentin von Tinti